# Rennick Glacier
Rennick Glacier är en glaciär i Antarktis. Den ligger i Östantarktis. Nya Zeeland gör anspråk på området. Rennick Glacier ligger 806 meter över havet.
Terrängen runt Rennick Glacier är platt åt sydväst, men åt nordost är den kuperad. Trakten är obefolkad. Det finns inga samhällen i närheten.